# PZL-130 Orlik
PZL-130 Orlik – szkolno-treningowy samolot śmigłowy przeznaczony do szkolenia podstawowego i zaawansowanego pilotów zawodowych, budowany w PZL "Warszawa-Okęcie".

## Historia rozwoju

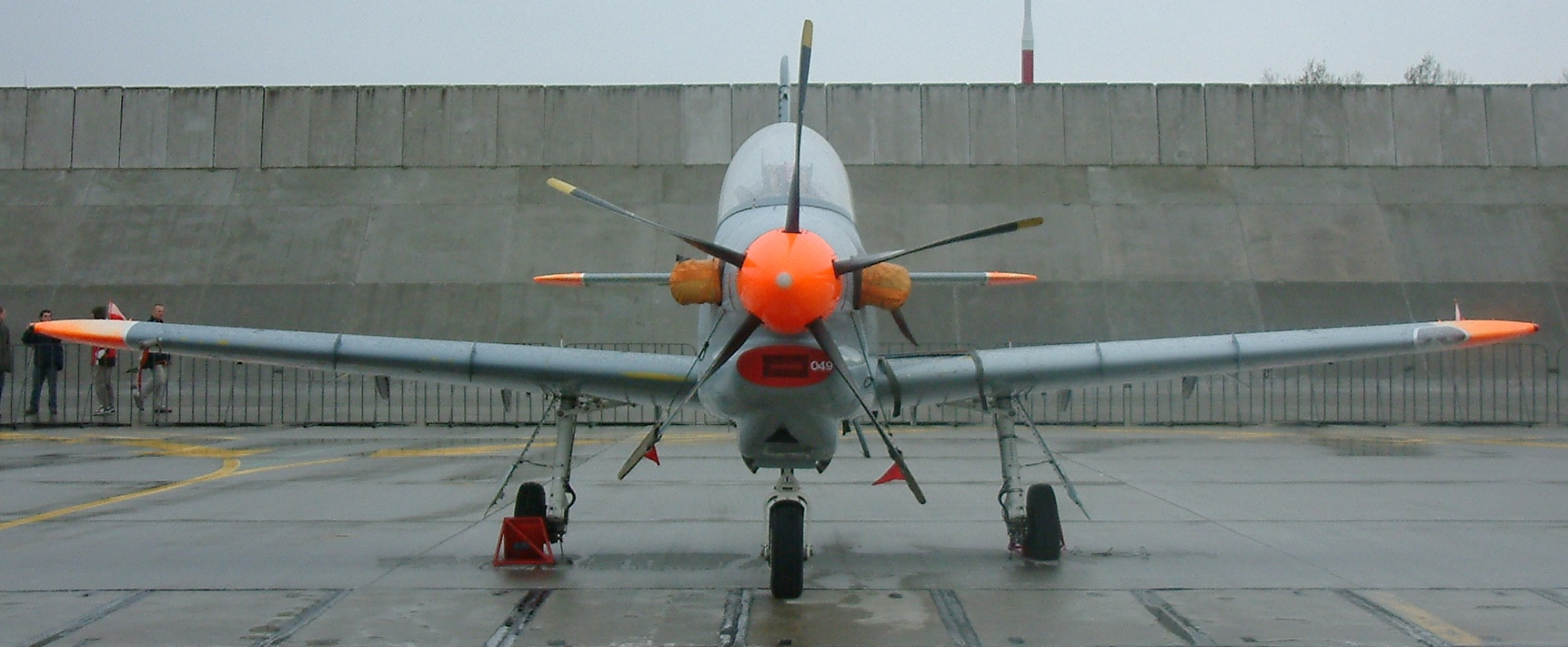
PZL-130TC-1 Orlik (nr. takt. 049) widok od przodu

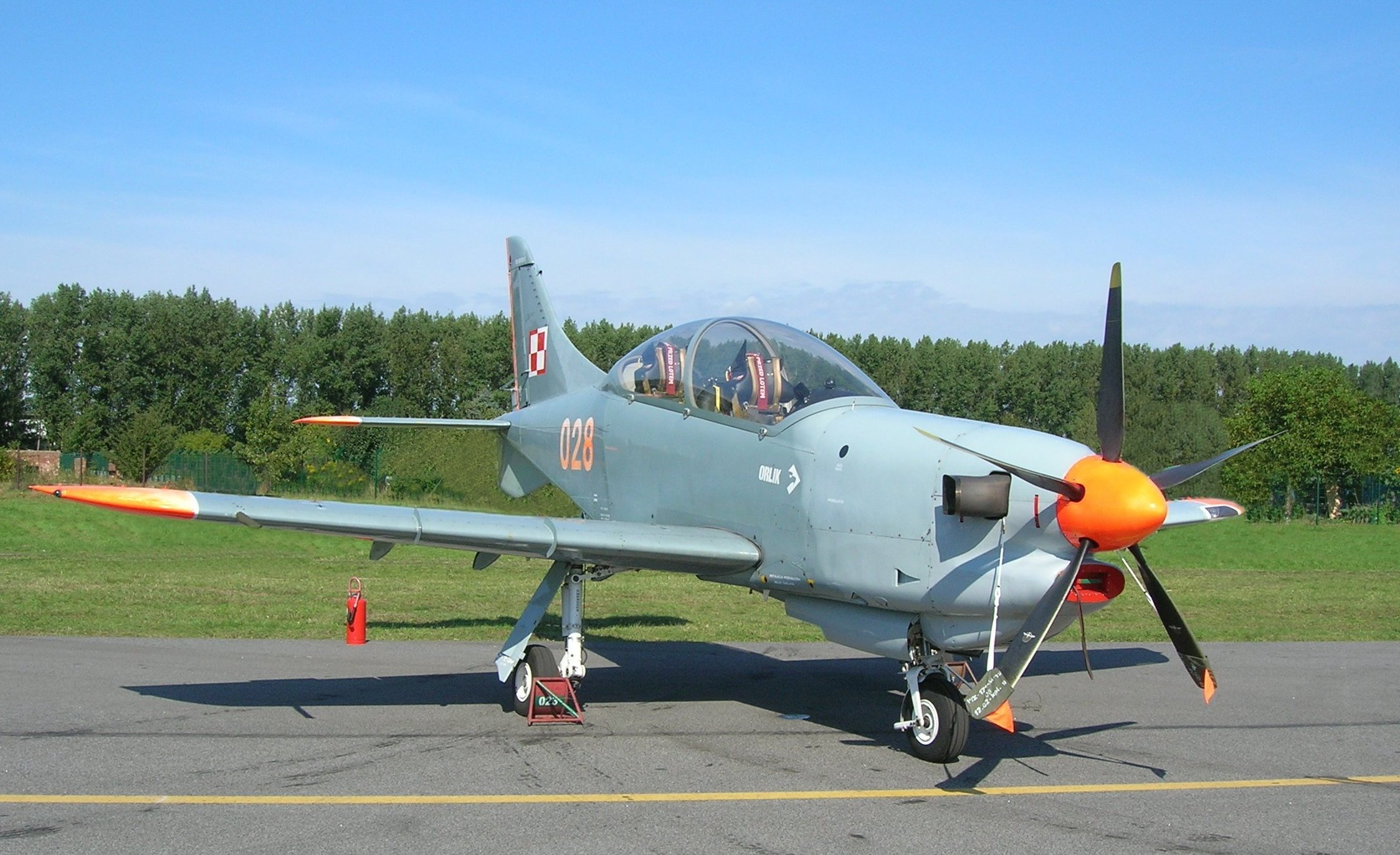
PZL-130TC-1 Orlik (nr takt. 028)

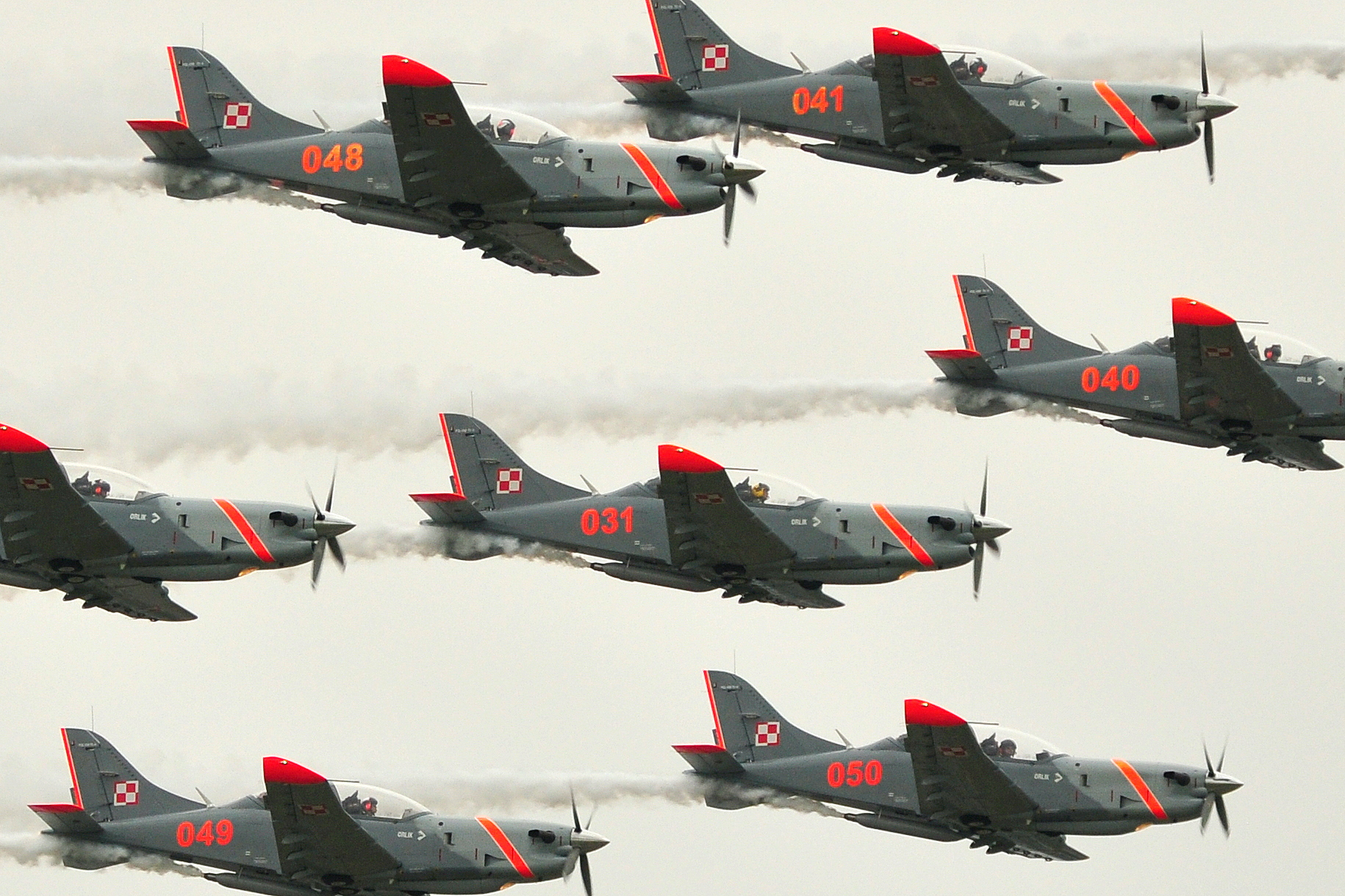
PZL-130 TC-II Zespołu Akrobacyjnego "Orlik" (2016)

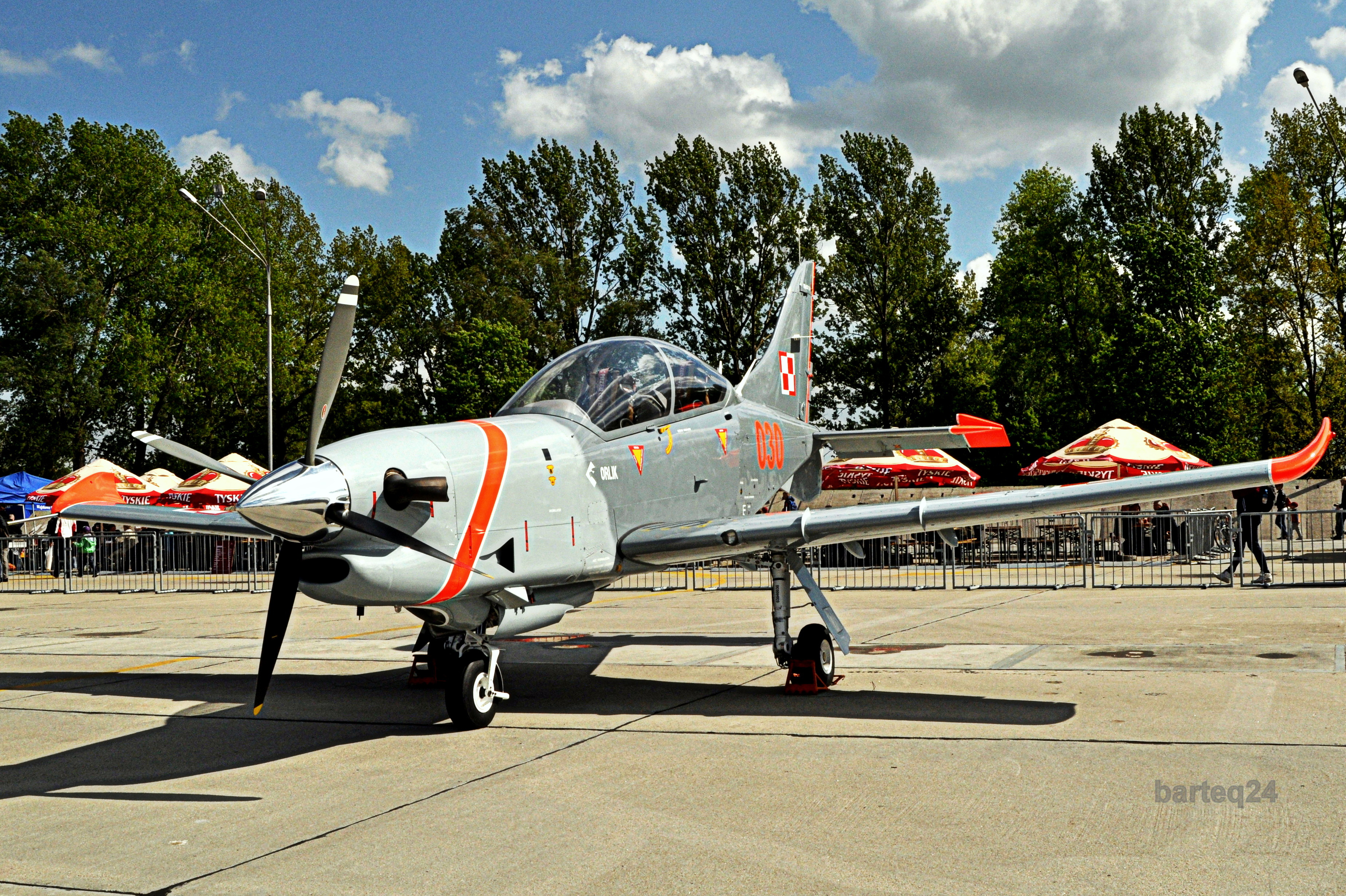
PZL-130TC-II (2014)

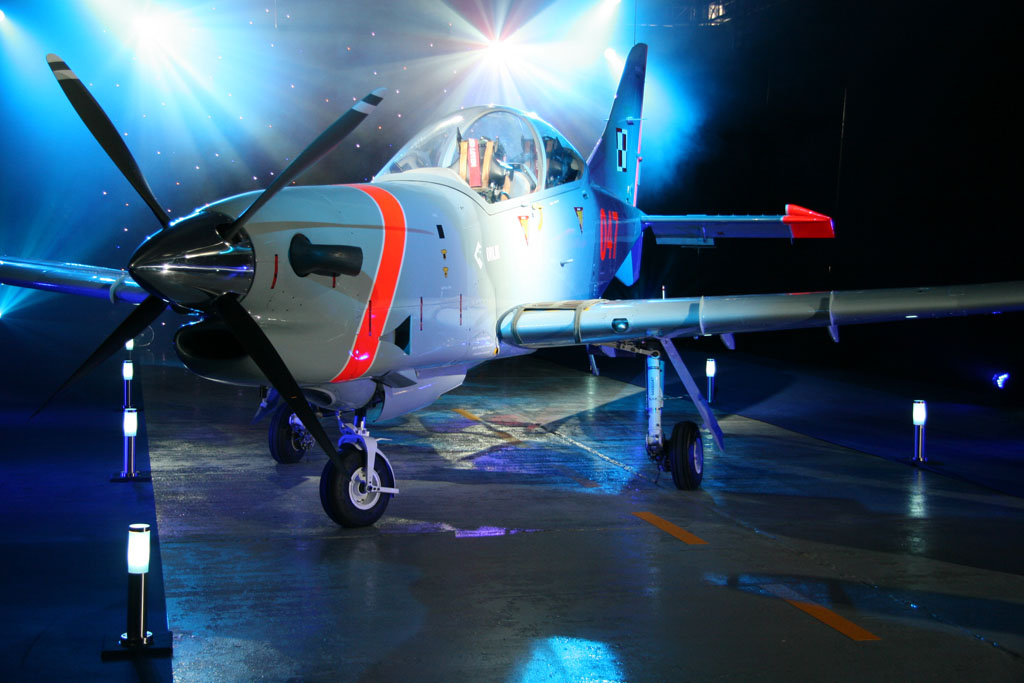
Wersja TC-II Garmin podczas prezentacji w 2010 roku

Prace nad nowym samolotem szkolnym o napędzie śmigłowym prowadzono w biurze konstrukcyjnym PZL na Okęciu. Zespołem kierował Andrzej Frydrychewicz. Wstępny projekt maszyny przedstawiono w 1981 r. Samolot oznaczono PZL-130 i nazwano Orlik. Nazwa Orlik nawiązuje do Szkoły Orląt została zaproponowana przez Andrzeja Frydrychewicza.
W lipcu 1982 roku ukończono makietę samolotu w skali naturalnej - otrzymała fikcyjny numer 0252. Pierwszy prototyp, o numerze 001 przeznaczono do badań naziemnych. W 1984 powstała maszyna o numerze 002, którą wyposażono w silnik gwiazdowy, M-14Pm o mocy 246 kW. Pierwszy lot Orlik wykonał 12 października 1984. Pilotem był pilot doświadczalny PZL Okęcie, Witold Łukomski. Następnie powstały kolejne maszyny: 003 (oblot w grudniu 1984) i 004 (oblot w styczniu 1985). Planem miało być użycie wyłącznie krajowych komponentów. W efekcie struktura maszyny składa się z około 2100 nowych części i 750 zaadaptowanych z innych maszyn.
Samolot wystawiony został na 36. Międzynarodowym Salonie Lotniczym i Astronautycznym w Paryżu. W końcu 1985 prototyp 004 trafił do Kanady, gdzie wymieniono silnik na turbośmigłowy Pratt & Whitney Canada PT6A-25A, a także wymieniono awionikę, instalację tlenową, a instalację pneumatyczna zastąpiono hydrauliczną. Dodano również cztery zamki na dodatkowe zbiorniki paliwa lub uzbrojenie. Po tych przeróbkach egzemplarz 004 przemianowano na PZL-130T Turbo Orlik. Przebudowana maszyna została oblatana 13 lipca 1986 i w tym samym roku zaprezentowano go w Chinach. Początkowy brak zainteresowania samolotem ze strony wojska spowodował, że Orlika zaczęto promować w Kanadzie, Irlandii, Grecji i państwach Ameryki Południowej. Początkowo Kolumbia zgłosiła zainteresowanie na 80 sztuk samolotów tej klasy, również w wersji przeciwpartyzanckiej, z uzbrojeniem dostarczonym przez belgijską firmę FN-Herstal. W 1987 samolot ten uległ katastrofie, w której zginęło dwóch pilotów (Polak i kolumbijski oficer, który testował maszynę). Katastrofa samolotu przekreśliła szanse na eksport do Ameryki Południowej. Tragedia sprawiła, że przerwano prace nad PZL-130T.
W tym czasie na Okęciu powstały dwa kolejne prototypy – 005 z silnikiem tłokowym M-24Pm i 006 z silnikiem K8-AA (produkowany w Polsce na licencji M-14Pm), zwiększono również rozpiętość skrzydeł. Obie maszyny przekazano do testowania armii, która uznała, że należy prowadzić dalsze prace nad Orlikiem napędzanym silnikiem turbośmigłowym. Na nową jednostkę napędową wybrano czeski silnik Walter M601E. Zamontowano go na kolejnym prototypie, 007, który oznaczono PZL-130TM. Maszynę tę po oblocie (pilot doświadczalny mgr inż. Jan Gawęcki) w 1991 przekazano lotnictwu wojskowemu w celu wykonania prób. Dobre wyniki sprawiły, że przebudowano również w ten sposób samoloty 005 i 006. Je również, w końcu 1992, przekazano wojsku.
Produkcję kontynuowano, kolejny egzemplarz, 008, z silnikiem PT6A-25A o trójłopłatowym śmigle otrzymał oznaczenie PZL-130T.
Testy na prototypach 006 i 007 sprawiły, że armia sprecyzowała wymagania. Nowa maszyna miała być dostosowana do lotów bez widzialności, wykonywania akrobacji, treningu w korzystaniu ze środków nawigacyjnych oraz treningu zwalczania celów powietrznych i naziemnych z wykorzystaniem przyrządów celowniczych. W początku 1992 powstał prototyp 009, który poza tym, że spełniał wymagania armii, posiadając zestaw przyrządów zbliżonych do PZL TS-11 Iskra, wyposażony był w silnik Walter 601T z pięciołopatowym śmigłem. W ten sposób powstała wersja PZL-130TB. Po testach, w 1993 dopuszczono tę wersję do użytkowania w lotnictwie wojskowym z zaleceniem dodania foteli katapultowych, rejestratora parametrów lotu (czarnej skrzynki) oraz innych elementów wzbogacających awionikę. W ten sposób powstał PZL-130TC-1.
W międzyczasie podpisano zamówienie na 48 sztuk PZL-130TB, których dostawy rozpoczęto w 1994. Pierwszą jednostką wyposażoną w Orliki był 60 Lotniczy Pułk Szkolny stacjonujący w Radomiu.
W zakładach natomiast prototyp 009 podniesiono do standardu PZL-130TC-1. Podczas prób prototyp uległ katastrofie w wyniku awarii układu napędowego, lecz prac nie przerwano zastępując go maszyną 037. Do końca 1998 przebudowano również wszystkie seryjne PZL-130TB na PZL-130TC-I. W 2004 testowano również nową wersję PZL-130TC-II (pilot doświadczalny mgr inż. Maciej Aksler i Krzysztof Galus) seryjny samolot o numerze 047 z 2. Ośrodka Szkolenia Lotniczego, w którym zmieniono skrzydła na większe (większa rozpiętość i powierzchnia), geometrię steru kierunku, a także wymieniono silnik na Pratt & Whitney of Canada PT6-25C o zwiększonej do 551 kW mocy, która jest stała bez względu na wysokość lotu i temperaturę powietrza, oraz dłuższym resursie. Wymieniono również śmigło na czterołopatowe Hartzell D4N, zmieniono pozycję instruktora i poprawiono awionikę.
Drugi samolot w standardzie TC-II o numerze bocznym 037 znajdował się w jednostce w Radomiu. Początkowo planowano modernizację 10 z 37 eksploatowanych Orlików, ale z różnych przyczyn program ten opóźnił się, a ostatecznie zdecydowano o przebudowie do nowego standardu 28 maszyn. Zaprezentowano również prototyp PZL-130TC-III o jeszcze lepszej awionice wyposażony między innymi w HUD. W samoloty te jest wyposażony powstały 1 stycznia 1998 roku Zespół Akrobacyjny „Orlik”. Początkowo zespół latał na 5 samolotach typu TC-1 oraz 2 zmodernizowanych do standardu TC-II.
11 stycznia 2010 Siły Powietrzne WP podpisały umowę z EADS PZL „Warszawa – Okęcie” S.A. na modernizację 16 egzemplarzy PZL-130TC-I do wersji TC-II Garmin. Ostatnia zmodernizowana maszyna o numerze bocznym 052 została przekazana do 42. Bazy Lotnictwa Szkolnego w Radomiu 23 września 2013. W 2014 r. Inspektorat Uzbrojenia rozpoczął analizę rynku dotyczącą modernizacji 12 Orlików do wersji TC-II Glass Cockpit. W 2017 r. poinformowano, że modernizacja nie zostanie przeprowadzona.
Jednak w grudniu 2017 roku doszło do podpisania umowy, na mocy której poddano modernizacji 12 maszyn PZL-130 TC-I do standardu TC-II Advanced. Modernizacja zakładała montaż nowych skrzydeł i ogonowej części kadłuba, łoża silnika i oraz nowego silnika PTA6-25C Pratt & Whitney Canada o mocy 760 KM z czterołopatowymi śmigłem Hartzell, a także nowego systemu klimatyzacji i układu elektrycznego. Pozostać miała m.in. owiewka kabiny załogi i fotele wyrzucane. Dodatkowo zamontowano nowoczesne systemy pilotażowo-nawigacyjne takie jak: zintegrowane wyświetlacze parametrów lotu, wskaźniki pracy silnika, nawigacji i ostrzegawcze, nową radiostację pokładową, układ ostrzegania o zbliżaniu się do powierzchni ziemi oraz o ruchu lotniczym i antykolizyjny. Przeprowadzone prace pozwalają na wydłużenie resursu tych maszyn do 12 000 godzin w powietrzu lub 40 lat. Przy tym, część samolotów była uprzednio wycofana z eksploatacji i składowana i musiała zostać poddana dalej idącemu remontowi. Dodatkowo zdecydowano w ramach tej samej umowy zmodernizować 16 używanych dotychczas maszyn PZL-130 TC-II Garmin do jednolitej wersji TC-II Advanced, co głównie polegało na wymianie przyrządów na wyskalowane w układzie anglosaskim. Pierwszy zmodernizowany samolot (nr 048) przekazano latem 2018 roku, a ostatni 25 października 2022 roku. 

## Opis techniczny
Samolot szkolno-treningowy konstrukcji całkowicie metalowej w układzie dolnopłata. Kadłub konstrukcji półskorupowej o przekroju prostokątnym owalnie sklepiony. Nitowana i zgrzewna, podzielona na dwie części przednią i tylną. Osłona kabiny otwierana na prawą stronę ze szkła organicznego i ramy szklano-epoksydowej. Za kabiną komora wyposażenia elektrycznego. Na końcu kadłuba lampa antykolizyjna.
Skrzydło wolnonośne o obrysie trapezowym i wzniosie 5 stopni, konstrukcji jednoczęściowej i jednodźwigarowej mocowane dwoma okuciami, dwoma wahaczami i czterema łącznikami. Konstrukcja części spływowej kesonu zgrzewana. Pokrycie kesonu stanowi blacha duralowa o grubości od 1,2 do 2 mm nitowana nitami wpuszczanymi. Wewnątrz skrzydeł integralne zbiorniki paliwa o pojemności 640 litrów i komory na koła podwozia głównego. Ponadto na dolnej powierzchni skrzydeł znajduje się 4 (TC-1) lub 6 (TC) węzłów do mocowania uzbrojenia. Na końcach skrzydeł lampki pozycyjne i światło lądowania.
Lotki szczelinowe wychylane za pomocą układu popychaczowego oraz napędzane elektrycznie dwuszczelinowe klapy Fowlera o różnym wychyleniu. Usterzenie klasyczne ze sterem kierunku, jednodźwigarowe ze wzmocnionym pokryciem. Statecznik pionowy trapezowy metalowy półskorupowy, ze sterem kierunku z wyważeniem masowym i skompensowaniem aerodynamicznym, z klapką odciążającą i wyważającą. Ster kierunku kompozytowy. Statecznik poziomy metalowy półskorupowy. Ster wysokości prostokątny, dwusegmentowy, metalowy półskorupowy. Na tyle części kadłuba stała płetwa ustateczniająca, rekompensująca moment obrotowy śmigła. Na szczycie statecznika lampa antykolizyjna.
Zespół napędowy stanowił czeski silnik turbośmigłowy, Walter M-601E o mocy 490 kW z pięciołopatowym śmigłem Avia V510/7 o średnicy 2,3 m. Podwozie trójkołowe (wszystkie koła tej samej średnicy) chowane hydraulicznie.
Koło przednie na widelcu, koła główne wahaczowe z golenią teleskopową. Podwozie wyposażono w amortyzatory olejowo-gazowe i hamulce hydrauliczne, wciągane we wnękę z pokrywami. Hamulce wielotarczowe, sterowane hydraulicznie, z trzema układami - zasadniczym, postojowym i awaryjnym. Podwozie przednie z reflektorem lądowania.
Kabina wyposażona w fotele wyrzucane Martin-Baker Mk PL11B. Fotele umieszczone są jeden za drugim (tandem) z lekkim podwyższeniem fotela tylnego w celu poprawienia widoczności instruktora do przodu.

## Wersje
- PZL-130T Turbo Orlik – czwarty prototyp z silnikiem Pratt & Whitney Canada PT6A-25A, nową awioniką i instalacją tlenową[3].
- PZL-130TM – siódmy prototyp z czeskim silnikiem Walter M601E[2][3].
- PZL-130T – ósmy egzemplarz, z silnikiem PT6A-25A o trójłopłatowym śmigle[2][3].
- PZL-130TB – wersja posiadająca zestaw przyrządów zbliżonych do samolotów PZL TS-11 Iskra, wyposażona w silnik Walter 601T z pięciołopatowym śmigłem[2][3].
- PZL-130TC-I – wersja wyposażona w fotel katapultowany, rejestrator parametrów lotu (czarna skrzynka) oraz ulepszoną awionikę[2][3].
- PZL-130TC-II – wersja z nowymi skrzydłami (większa rozpiętość i powierzchnia), zmienioną geometrią steru kierunku, a także wymienionym silnikiem na Pratt & Whitney of Canada PT6-25C o mocy 551 kW. Wymieniono również śmigło na czterołopatowe Hartzell D4N, zmieniono pozycję instruktora i unowocześniono awionikę[2][5].
- PZL-130TC-II Garmin – wersja TC-II z awioniką Garmin[15].
- PZL-130TC-III – wersja prototypowa z nową awioniką, wyposażona m.in. w wyświetlacz HUD[5].
- PZL-130TC-II Advanced – zmodernizowana wersja TC-II oraz TC-I z nowym silnikiem PT6A-25C Pratt & Whitney Canada o mocy 750 KM z czterołopatowymi śmigłem Hartzell, nowymi skrzydłami i ogonową częścią kadłuba oraz unowocześnioną i cyfrową awioniką[10].

## W muzeach

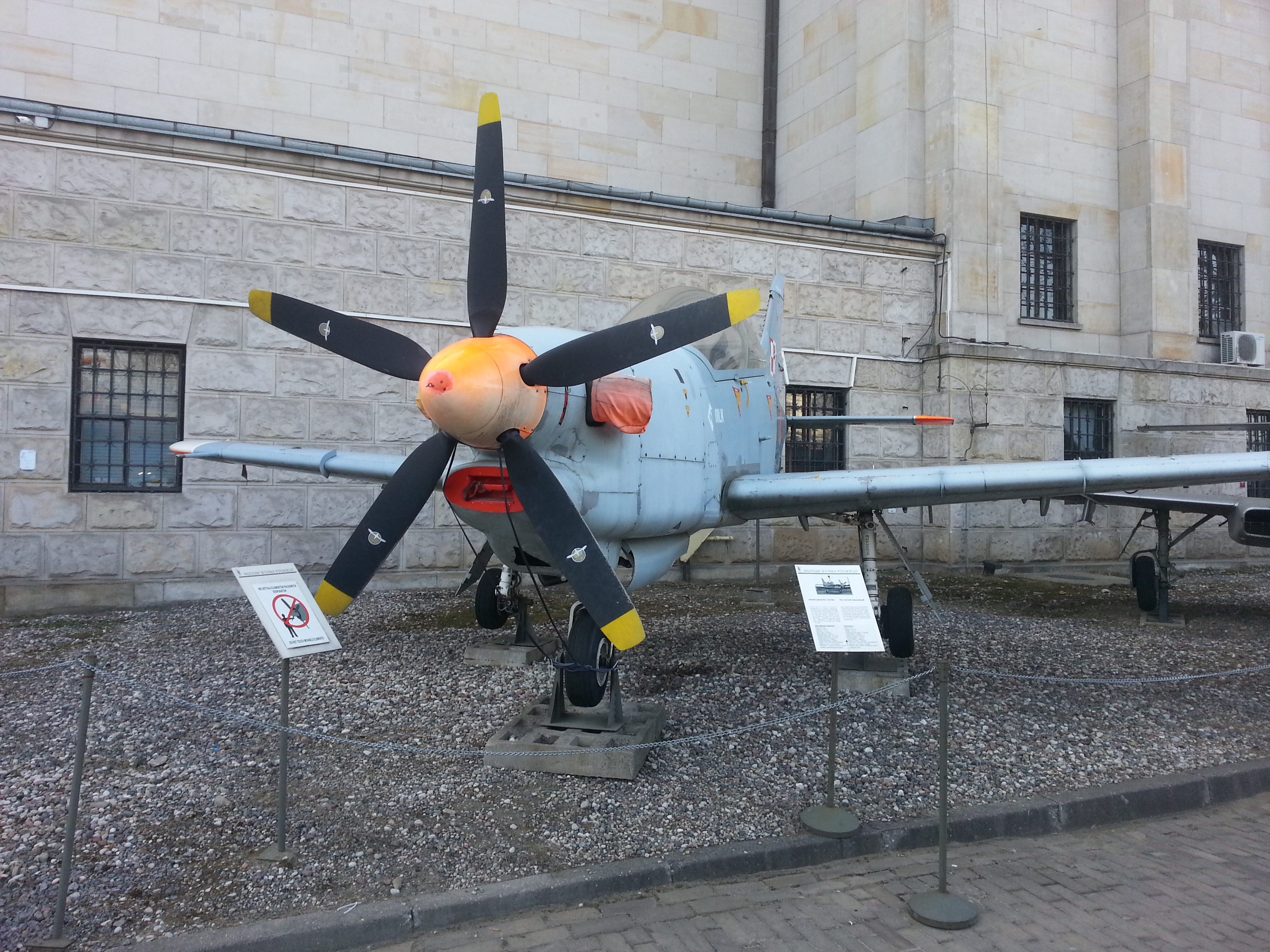
PZL-130 Orlik w Muzeum Wojska Polskiego

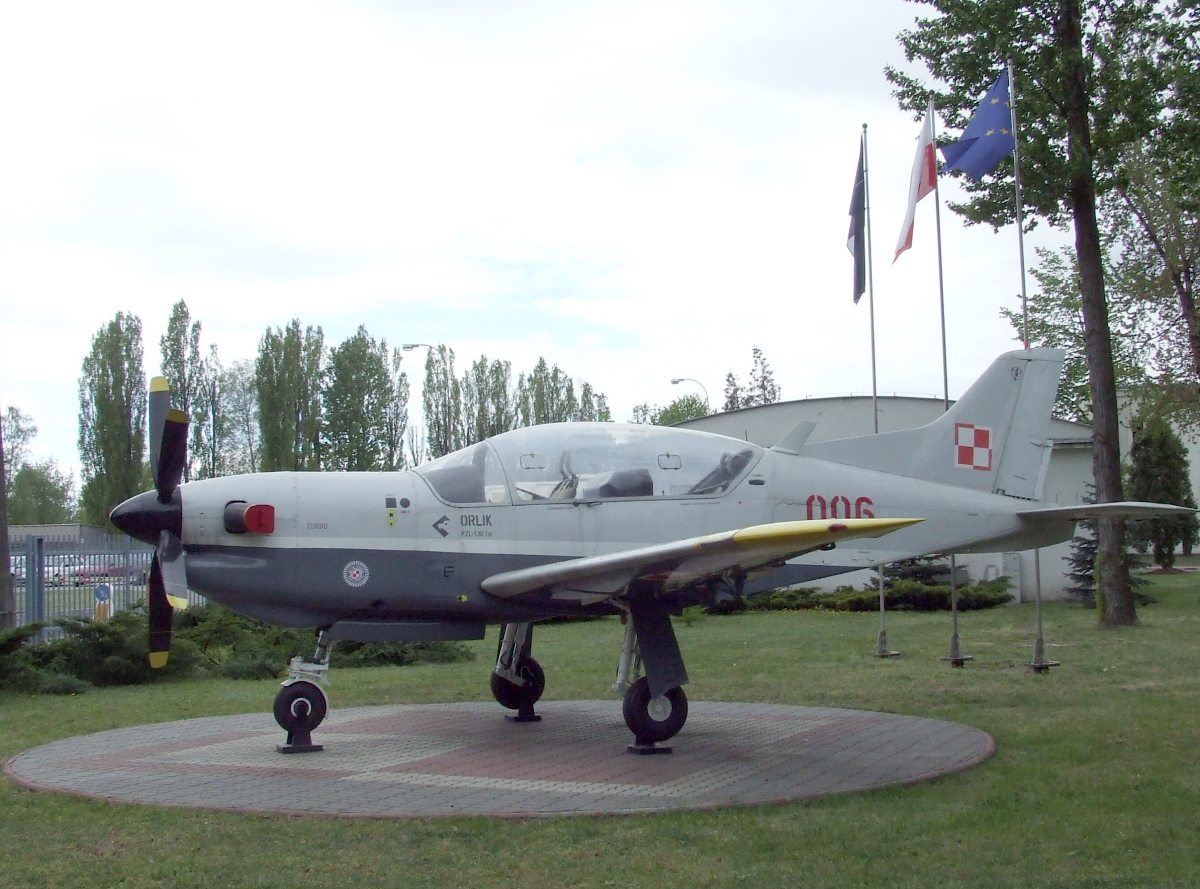
PZL-130TM Orlik n/b 006 przed wejściem do ITWL

Samoloty PZL-130 Orlik można oglądać w następujących muzeach:
Muzeum Sił Powietrznych w Dęblinie
- PZL-130T Orlik, nr taktyczny 005[16]

Muzeum Lotnictwa Polskiego w Krakowie
- PZL-130 Orlik, nr rejestracji cywilnej SP-PCB, nr seryjny 0003[17]
- PZL-130TC-I Orlik, nr rejestracji cywilnej SP-PCE, nr seryjny 00930011[18]
- PZL-130TC-I Orlik, nr taktyczny 013, nr seryjny 02920013[19]

Muzeum Wojska Polskiego w Warszawie
- PZL-130TC-I Orlik, nr taktyczny 018, nr seryjny 02930018[20]

## Pomniki
Obecnie Orlika o numerze 006 zobaczyć można w Warszawie. Stoi przed budynkami Instytutu Technicznego Wojsk Lotniczych na ul. Księcia Bolesława.
Drugi, oznaczony numerem 027 stoi na skwerze przed budynkiem sztabu 42 Bazy Lotnictwa Szkolnego w Radomiu.